# 취리히호 우안 철도
취리히호 우안 철도 노선 또는 레히추프리게 취리히반(독일어: Rechtsufrige Zürichseebahn)은 스위스 취리히주의 철도 노선이다. 이름에서 알 수 있듯이 취리히 호수의 오른쪽 또는 동쪽 제방을 따라 흐르며, 취리히와 라퍼스빌을 연결 한다.

## 개요
이 노선은 보완적인 좌안 철도 이후 19년이 지난 1894년에 개통되었다. 건설 당시에는 원래 취리히 중앙역의 지표면에서 서쪽 방향으로 출발하여 리마트강과 레텐 터널을 통해 슈타델호펜역까지 시계 방향으로 270도 회전했다. 1990년 이래 레텐 터널은 폐쇄되었고, 중앙역의 새로운 저층 플랫폼에서 리마트강 아래로 직접적인 동쪽 경로를 취하는 히르센그라벤 터널로 대체되었다.
히르센그라벤 터널이 건설됨과 동시에 슈타델호펜역과 취리히를 우스터 노선을 통해 빈터투어로, 발리젤렌에서 라퍼스빌을 연결하기 위해 취리히베르크 터널이 건설되었다. 그 결과 취리히 중앙역과 슈타델호펜 사이의 우안 구간은 이제 취리히 S-반의 중추 일부가 되었으며 8개 이상의 개별 노선이 있다.
그러나 슈타델호펜을 넘어서면 교통량이 3개의 S-반 노선으로 줄어든다. 루트 S6과 S16은 각각 외티콘 또는 마일렌까지의 모든 역에서 정차한다. 노선 S7은 슈타델호펜에서 마일렌까지 논스톱으로 운행한 다음 모든 역에서 라퍼스빌까지 운행한다.
이 노선은 31.90km 길이의 표준궤이며, 가공 전차선에서 공급되는 15kV 16.7Hz AC로 전철화되었다. 주로 복선이지만, 슈타델호펜에서 티펜브루넨까지, 헤를리베르크-펠트마일렌에서 마일렌까지, 외티콘에서 슈테파까지, 외리콘에서 라퍼스빌까지의 단선 구간이 있다.

## 같이 보기
- 취리히호 좌안 철도